# Чекушкин, Владимир Иванович
Владимир Иванович Чекушкин (род. 1936) — советский и российский учёный, доктор философских наук (1996), профессор (1986); также является исполнителем и популяризатором чувашских песен. Заслуженный работник культуры РСФСР (1984). 
Автор около 100 научных и публицистических работ, в том числе 6 монографий по философским проблемам личности.

## Биография
Родился 21 июля 1936 года в деревне Полевые Шигали (в 1964 вошла в состав села Норваш-Шигали) Батыревского района Чувашской АССР, брат чувашской певицы Клары Чекушкиной (род. 1941).
Учился в Норваш-Шигалинский семилетней и Тарханской средней школах. Работал помощником комбайнера и заведующим клубом, воспитателем и сотрудником уголовною розыска. В течение четырёх лет возглавлял Батыревскую районную комсомольскую организацию.
В 1965 году окончил Гуманитарный университет профсоюзов в Ленинграде (ныне Санкт-Петербургский гуманитарный университет профсоюзов), после чего продолжил образование в аспирантуре и докторантуре Института философии Академии наук СССР (ныне Институт философии РАН) в Москве: в 1972 году защитил кандидатскую диссертацию на тему «Формирование классового самосознания у молодежи в условиях социализма», в 1996 году — докторскую диссертацию на тему «Проблемы целостного развития личности в условиях реформирования общественных отношений».
С 1972 года В. И. Чекушкин работал в Чувашском государственном университете: старший преподаватель, доцент, профессор; в 1988—1993 годах заведовал кафедрой философии, в 1996—2001 годах и с 2006 года заведовал кафедрой философии и логики. Выступал с научными докладами и сообщениями в США, Испании, Венгрии, Чехии, Польше и других странах. Был председателем философского общества Чувашской Республики, президентом шахматного Центра имени Анатолия Карпова, членом Международного Фонда мира и согласия.
Был удостоен званий «Заслуженный работник культуры Чувашской АССР» (1977), «Заслуженный работник культуры РСФСР» (1984). Стал лауреатом премии Комсомола Чувашии им. М. Сеспеля (1984). Награждён медалью ордена «За заслуги перед Чувашской Республикой» (2010). Почётный гражданин села Норваш-Шигали Батыревского района Чувашской Республики.

### Музыкальная карьера
Наряду с профессиональной научной деятельностью, Владимир Иванович проявил себя на певческом поприще. Его первое выступление состоялось в 1954 году на республиканском празднике песни и труда с чувашской народной песней «Вĕç-вĕç, куккук» («Лети, лети, кукушка»). С тех пор он посетил с концертами многие населённые пунктах Чувашии, выезжал в другие города страны. Побывал с концертами за границей: в США, Германии, Венгрии, Индии, Ирландии, Испании, Польше, Словакии, Чехии. Кроме чувашских народных песен, исполнял национальные песни на 22 языках. Во время сольных концертов Чекушкин аккомпанировал себе игрой на чувашских народных инструментах.
В. И. Чекушкин стал лауреатом республиканских, всероссийских, всесоюзных и международных фестивалей народного художественного творчества. На Всесоюзной фирме «Мелодия» были выпущены грампластинки с народными песнями в его исполнении.